# Epicauta griseonigra
Epicauta griseonigra es una especie de coleóptero de la familia Meloidae.

## Distribución geográfica
Habita en Uruguay.